# مسکو (شخصیت خانه کاغذی)
{| class="infobox" style="border-spacing: 2px 5px;"
|-
! colspan="2" class="infobox-above" style="background: # 900; color: white ;" | مسکو
|-
| colspan="2" class="infobox-subheader" | شخصیت خانه کاغذی
|-
! scope="row" class="infobox-label" | پدیدآور
| class="infobox-data" | پاکو توس
|-
! colspan="2" class="infobox-header" style="background: # 900; color: white ;" | اطلاعاتِ درون‌داستانی
|-
! scope="row" class="infobox-label" | نام کامل
| class="infobox-data" | آگستین راموس
|-
! scope="row" class="infobox-label" | لقب
| class="infobox-data" | مسکو
|-
! scope="row" class="infobox-label" | پیشه
| class="infobox-data" | سارق-معدن چی پیشین
|-
! scope="row" class="infobox-label" | جنگ‌افزار
| class="infobox-data" | ام۱۶
|-
! scope="row" class="infobox-label" | خانواده
| class="infobox-data" | دنور (پسر) مانیل (پسر خوانده/دختر خوانده) استکهلم (عروس)
|-
! scope="row" class="infobox-label" | همسر
| class="infobox-data" | یک همسر (ناشناس)
|-
! scope="row" class="infobox-label" | ملیت
| class="infobox-data" | اسپانیایی
|}مسکو (آگستین راموس) یک شخصیت داستانی است که توسط پاکو توس به تصویر کشیده شده و در سریال خانه کاغذی نقش یک معدن‌کار پیشین سابقه دار و پدر دنو
ر را دارد که توسط پروفسور به سرقت اضافه شده و پسر خود دنور هم همراه خود به تیم آورده است. او شخصیتی آرام، زود رنج و نگران دارد.
تجربهٔ او در معدن انتخاب شد تا تونل فرار را حفر کند. او برای اینکه بتواند توکیو را پوشش دهد بدون جلیقهٔ زد گلوله، با ام ۱۶ به سمت پلیس‌ها شلیک کرد و سه تیر به بدن او برخورد کرد.